# Alzheimer Centrum Třebíč
Alzheimer Centrum Třebíč (dříve i Delta Senior Centrum nebo Alzheimer Centrum v Třebíči nebo Alzheimer Centrum Invest Gate Funds) je zdravotnické zařízení v Třebíči. Ředitelem centra je od roku 2019 Marek Bílík.

## Historie
První záměry stavby Alzheimer centra v Třebíči pochází z roku 2014, kdy byl schválen prodej bývalé oční kliniky společnosti BB Industry, která měla záměr vybudovat v Třebíči centrum pro práci s klienty postiženými alzheimerovou chorobou.
V roce 2017 bylo oznámeno, že v Třebíči bude vybudováno soukromé zdravotní zařízení pro pacienty postižené Alzheimerovou nemocí, kdy investorem měla být společnost Delta Capital. V roce 2014 za tento projekt před zastupitelstvem lobboval přímo majitel investiční společnosti Michael Broda. Rekonstruována měla být do konce roku 2017, měli tam působit i lékaři celostní medicíny, kdy právě s lékařem celostní medicíny Jiřím Kucharským měl investor spolupracovat. V roce 2017 však bylo oznámeno, že otevření Alzheimer centra bylo odloženo na rok 2018. Přestavba budovy trvala déle, bylo oznámeno, že náklady na rekonstrukci dosáhly 70 milionů Kč. Cílem bylo dosáhnout v prvním roce na léčení 120 pacientů součástí areálu mělo být i několik dalších pracovišť jako např. genetická laboratoř nebo školící centrum. Kolem budovy měla vzniknout také zahrada. Centrum mělo být pojmenováno Delta Senior Centrum, investice měla dosáhnout 130 milionů Kč. Stavební práce začaly v březnu 2018. Dokončeno mělo být na přelomu let 2018 a 2019, kdy mělo nabídnout místa pro 200 pacientů a nabídnout zaměstnání 100 lidem. V srpnu 2018 bylo oznámeno, že otevření centra bude odloženo na červen 2019.
V březnu 2019 bylo oznámeno, že centrum by mělo být otevřeno v září roku 2019. Původní investor ke konci roku 2018 projekt Alzheimer centra prodal společnosti Invest Gate Funds Sicav. Původní investor měl zájem kromě alzheimer centra provozovat i doplňkové služby jako je genetická laboratoř, nový investor se chce věnovat pouze pacientům s alzheimerovou chorobou. Původně mělo být v zařízení ubytováno 200 pacientů, po změně investora byl počet upraven na 120 ubytovaných pacientů.
První pacienty centrum přijalo 11. listopadu 2019. V listopadu roku 2019 bylo oznámeno, že město Třebíč udělí centru dotaci 166 tisíc Kč na provoz.